# 亚洲和太平洋地区承认高等教育学历、文凭与学位的地区公约
亚洲和太平洋地区承认高等教育学历、文凭与学位的地区公约（英語：Regional Convention on the Recognition of Studies, Diplomas and Degrees in Higher Education in Asia and the Pacific），是1983年联合国教科文组织制订的地区公约。公约订于泰国曼谷，于1985年10月23日生效，保存人是联合国教科文组织总干事。

## 背景
各缔约国认识到有必要加强亚洲和太平洋地区的文化交流，以促进地区所有国家经济、社会、文化和技术的发展，并增进和平；希望加强扩大合作，从而促使知识进步，不断改善高等教育质量；深信亚洲和太平洋地区先有的多种多样的文化和高等教育体制是一种特殊的资源，切望其人民能够充分享用；承认本地区在教育传统和制度、职业传统和要求以及宪法、立法和行政方面存在巨大多样性；考虑到为了准许学生进入高一阶段的学习，应采取承认学历的办法；考虑到所有缔约国承认在其中任何一国获得的学历、证书、文凭和学位的目的在于促进人员的流动和思想、知识以及科技经验的交流；认为这种承认为以下各点创造了必要条件：
1. 使各缔约国领土内现有教育手段能够为了共同利益而得到尽可能有效的利用；
2. 保证教师、学生、研究工作者和专业人员能够进行范围更大的流动；
3. 减轻在国外培训的人员回国后所遇到的困难。

为此各国制订本公约各条款。

## 内容
公约对各缔约国的目标、立即实施的义务、实施机构、资料、与国际组织的合作、一国以上管辖的高等院校等作出了规定。

### 目标
缔约国决心密切合作，以：
1. 尽可能充分地利用其培训和研究方面的现有资源为所有缔约国的利益服务，为此：
  1. 尽量广泛地向来自任何一个缔约国的大学生或研究人员开放其高等院校之门；
  2. 承认这些人的学历、证书、文凭和学位；
  3. 制定并采用尽可能相近的术语和评价标准，以便于采用一种办法保证学分、学科、证书、文凭和学位可以相互比较，享受高等教育的条件亦可相互比较；
  4. 在接纳学生从事更高阶学习的问题上，采取一种积极的做法，既考虑到证书、文凭和学位表面已经获得的知识，也考虑到个人的其他有关资历；
  5. 采取对局部学习进行评价的灵活的标准，这种标准应以已达到的教育水平及学习课程的内容为基础，并考虑到高等教育知识的跨学科性质；
  6. 建立并改进有关承认学历、证书和文凭的情报交流系统；
2. 在各缔约国不断改进课程以及规划和促进高等教育的方法，包括协调高等院校的入学条件；
3. 促进在学历和学术资格的相互比较、承认或同等方面的地区性和世界性合作。